# Vespas Americanas
Vespas Americanas foi uma coluna de crônicas satíricas de Machado de Assis publicada apenas duas vezes pela revista semanal carioca Semana Ilustrada, em 5 e 19 de junho de 1864. Nestas crônicas o autor valeu-se do pseudônimo Gil, utilizado quinze vezes por Machado em diversas fases da juventude. O título aproveitava o sucesso das revistas satíricas Les Guêpes (As Vespas) de Alphonse Karr, publicadas de  1839 a 1876. Tanto na coluna de Machado como nas revistas de Karr, desenhos (diferentes) de uma vespa abrem cada seção.
A primeira das duas colunas das "Vespas Americanas" começou com estes dizeres:
Estas vespas nem são áticas como as de Aristófanes, nem gaulesas, como as de Alphonse Karr. Tenho consciência de que elas mordem com menos graça, e não sabem tirar sangue, fazendo rir o paciente.
Essas "Vespas Americanas" nunca foram publicadas em livro, nem mesmo nas diversas edições das Obras Completas de Machado de Assis. São citadas por Raimundo Magalhães Júnior no artigo "Dispersos de Machado de Assis", publicado na primeira página do 2o caderno do jornal Correio da Manhã de 5 de março de 1966. Nesse artigo o autor critica o livro de mesmo nome de Jean-Michel Massa, que reúne textos machadianos até então inéditos em livro. Diz Magalhães Júnior: "Aquele pseudônimo [Gil], tão frequente no Diário do Rio de Janeiro, seria retomado por Machado na Semana Ilustrada, assinando as Vespas Americanas sob a inspiração das Guêpes de Alphonse Karr, em 1864.
As "Vespas Americanas" foram transcritas, com notas explicativas e um artigo introdutório, no v. 8 n. 16 (2025) da Machadiana Eletrônica.